# 10424 Gaillard
10424 Gaillard è un asteroide della fascia principale. Scoperto nel 1999, presenta un'orbita caratterizzata da un semiasse maggiore pari a 2,3483775 UA e da un'eccentricità di 0,1161052, inclinata di 2,27059° rispetto all'eclittica.